# NGC 4
إن جي سي 4 أو NGC 4 مجرة حلزونية في كوكبة الحوت، استنادا إلى قياسات مسح سلووان الرقمي للسماء للإنزياح الأحمر الذي يقدر 0.042952 ± 0.008433 للمجرة فمن المرجح ان تكون مجرة إن جي سي 4 على بعد 580 ± 110 مليون سنة ضوئية ، مما يجعلها عضوا من مجموعة إن جي سي 7838 المجرية التي تقع على بعد 530 مليون سنة ضوئية .
اكتشفت في يوم 29 نوفمبر عام 1864 من قبل الفلكي الألماني ألبرت مارث.